# Joël P
Joël P est un chanteur, danseur et écrivain camerounais. Il est connu de la scène musicale urbaine au Cameroun.

## Biographie

### Carrière musicale
Joël P est chanteur, musicien et danseur,. 

### Style musical et influences
Joël P surfe entre musiques du monde, afrobeat et musique urbaine.

## Discographie

### Collaborations
Dès ses débuts, Joël P collabore avec Locko en 2016 sur le titre Marry you[source secondaire souhaitée]. Également, il accompagne Chapy la toile dans le titre orphelin du monde produit par Transversal[source secondaire souhaitée]. En 2019, il fait le remix de Featurist sur le titre One Day avec Yvich, SeouddrumS et Ousmy[source secondaire souhaitée].